# 奧德魯鄉
58°25′N 24°22′E / 58.417°N 24.367°E

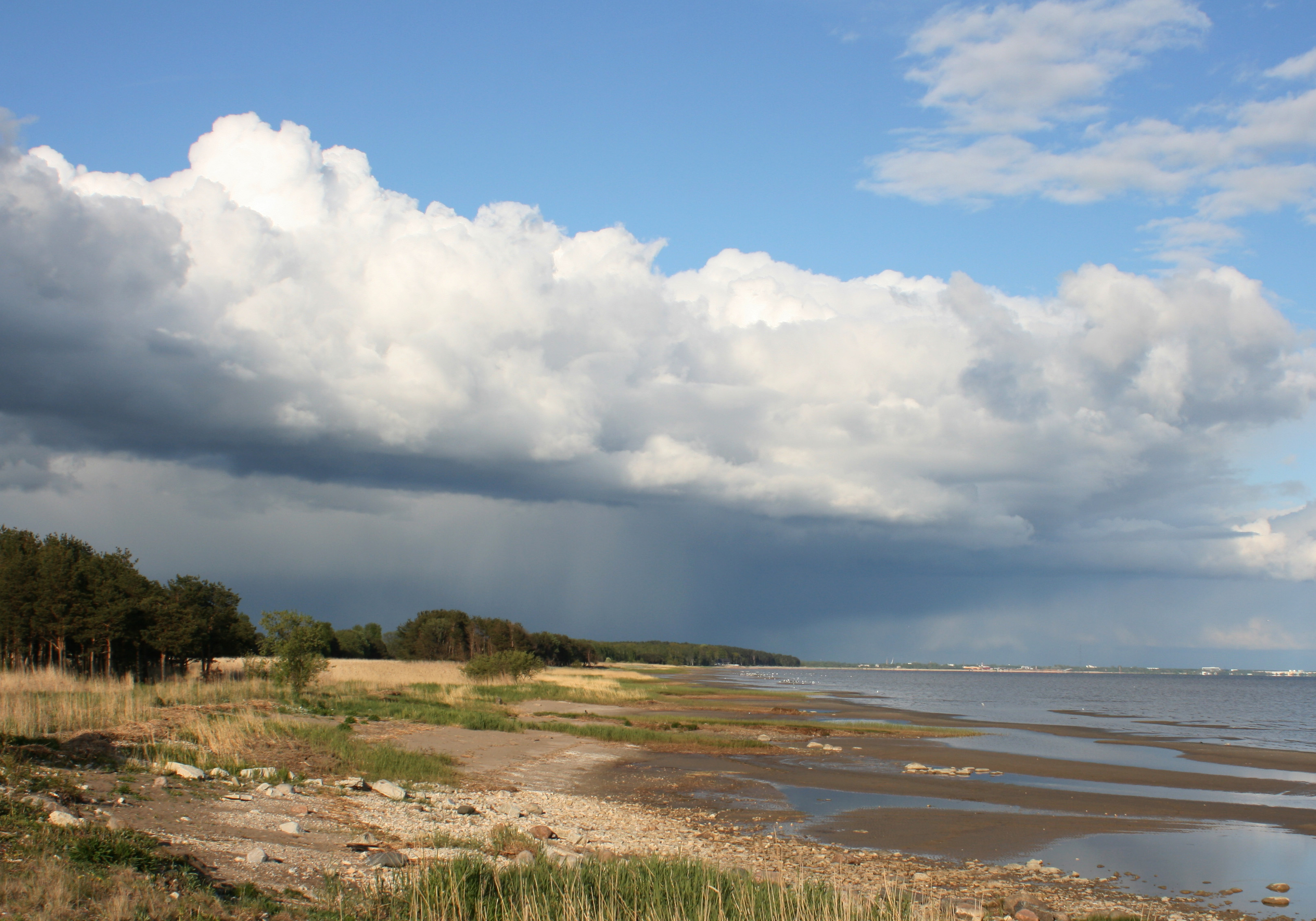

奧德魯鄉，曾是愛沙尼亞派爾努縣的一個鄉村型市镇，位於該國西南部，行政中心設於奧德魯，面積379平方公里，2009年人口5,497，人口密度每平方公里15人。
2017年爱沙尼亚行政改革后，原奧德魯市镇和派庫塞市镇、特斯塔馬市镇及派尔努市合并为新的派尔努市镇。